# Abia de las Torres
Abia de las Torres település Spanyolországban, Palencia tartományban. Abia de las Torres Villaherreros, Castrillo de Villavega, Villameriel, Villaprovedo, Espinosa de Villagonzalo és Osorno la Mayor községekkel határos. Lakosainak száma 170 fő (2024).

## Népesség
A település népessége az elmúlt években az alábbi módon változott:
| Lakosok száma | 204  | 186  | 166  | 176  | 180  | 184  | 174  | 165  | 169  | 170  |
|               | 2001 | 2004 | 2007 | 2009 | 2012 | 2014 | 2017 | 2019 | 2022 | 2024 |